# Експериментальна фонетика
Експеримента́льна фоне́тика — галузь загальної фонетики, в якій вивчення звуків та інших мовленнєвих одиниць, явищ і процесів провадять експериментальним шляхом. Експериментально-фонетичний метод застосовують у вивченні артикуляційних, акустичних та перцептивних об'єктів фонетики. Експериментально можна досліджувати сегментні та надсегментні одиниці, літературне і діалектне мовлення, фонетичні системи різних мов у зіставному аспекті.
Експериментальна фонетика покликана давати об'єктивні знання, коли необхідно перевірити теорію, гіпотезу, припущення тощо. Відтак вона послуговується широким спектром інструментальних засобів, що дозволяють фіксувати певні мовленнєві параметри у відповідних одиницях вимірювання. До таких технічних засобів збору об'єктивної інформації належать: комп'ютерні програми з аналізу акустичної хвилі, технічні пристрої, що відображають процеси творення звуків (артикулографи, палатографи, рентгенографічні апарати, МРТ-апарати тощо).